# Quadrant géométrique

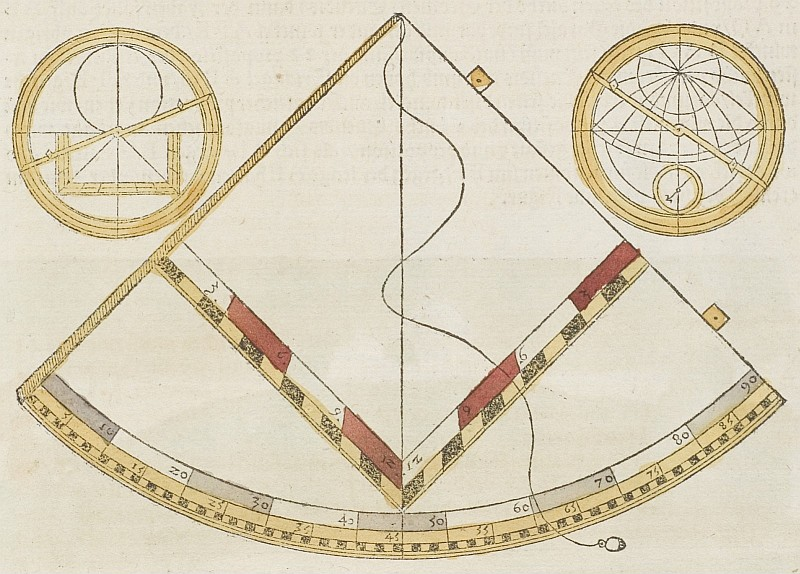
Quadrant avec carré géométrique.

Le quadrant géométrique est un quadrant classique auquel est adjoint un « carré géométrique ». De petites dimensions, il est employé sur le terrain en topographie et géodésie.
Sous sa forme originelle, le quadrant classique permet, par exemple, de mesurer la hauteur angulaire d'un clocher, d'une montagne, etc. 
Très tôt, sur le corps du quadrant, en plus du secteur gradué, on adjoint un « carré géométrique », inspiré du « carré des ombres » de l'astrolabe. Ce carré permet d'obtenir rapidement certaines longueurs inaccessibles, sans calcul trigonométrique.
Ce type de quadrant est très en vogue à la Renaissance, si l'on se réfère aux nombreux ouvrages qui détaillaient son utilisation au XVIe siècle. Plus tard, il est monté sur pied, avec une rotule pour mesurer des angles dans un plan quelconque. Son usage diminuera progressivement avec l'apparition d'instruments plus spécialisés comme le graphomètre et le quart de cercle.

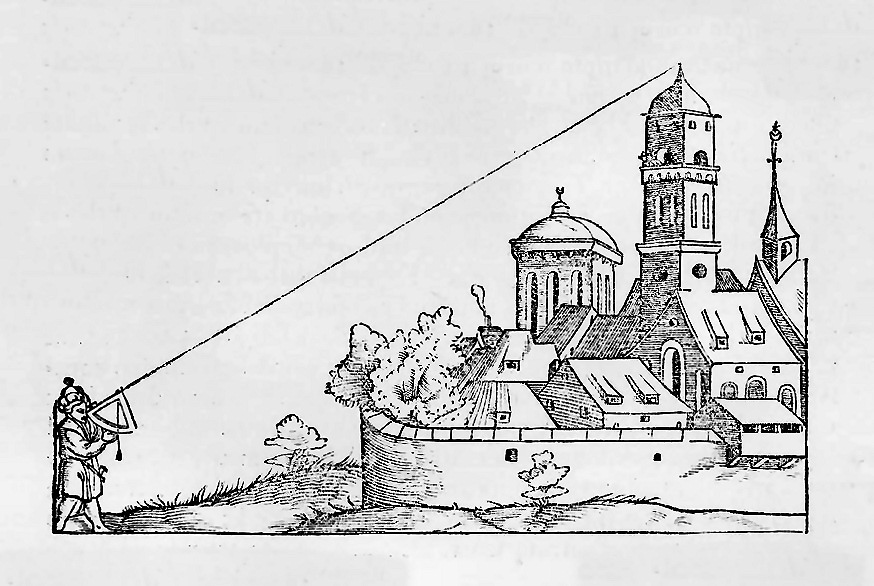
Utilisation du quadrant classique.
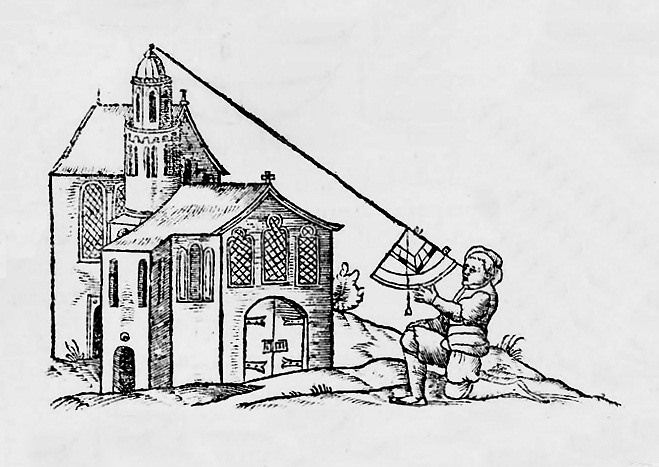
Utilisation identique du quadrant géométrique.

## Description

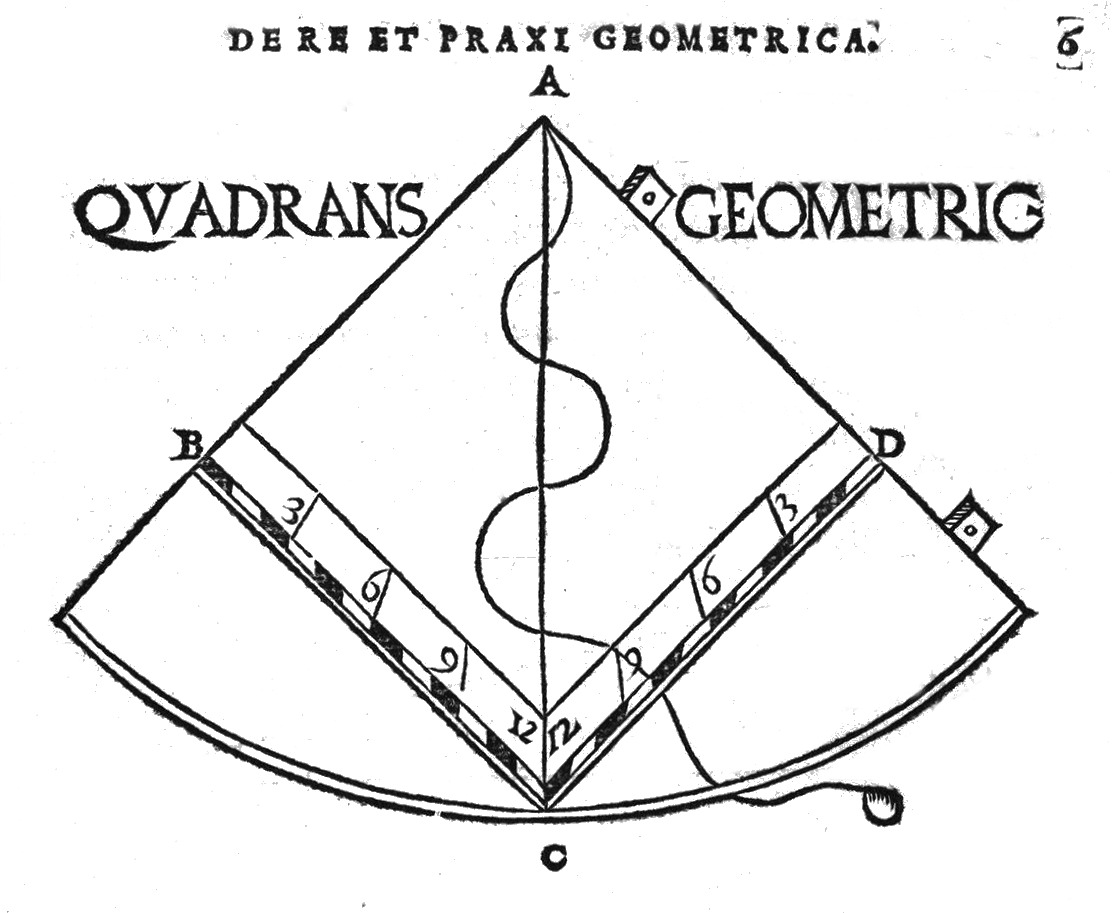
Le carré géométrique du quadrant.

Le carré géométrique est, à l'origine, divisé en 12 « points » ou parties égales sur deux de ses côtés, en correspondance avec la graduation du quadrant : à la douzième graduation du carré correspond 45° sur le limbe du quadrant. À chaque graduation, on fait correspondre des proportions qui reviennent à une tangente ou cotangente. Par exemple :
- à la graduation 12, correspond  12/12 = 1 qui est la tangente ou la cotangente de 45° ;
- à la graduation 9, correspondent 9/12 = 0,75 ≈ tan 36,9° ou 12/9 sa cotangente ;
- à la graduation 6, correspondent 6/12 = 0,50 ≈ tan 26,5° ou 12/6 sa cotangente ; etc.

La notion de tangente ou de cotangente est inconnue des géomètres-topographes, à l'époque : seules les proportions citées sont exploitées.

## Principe
Voir l'illustration ci-contre.

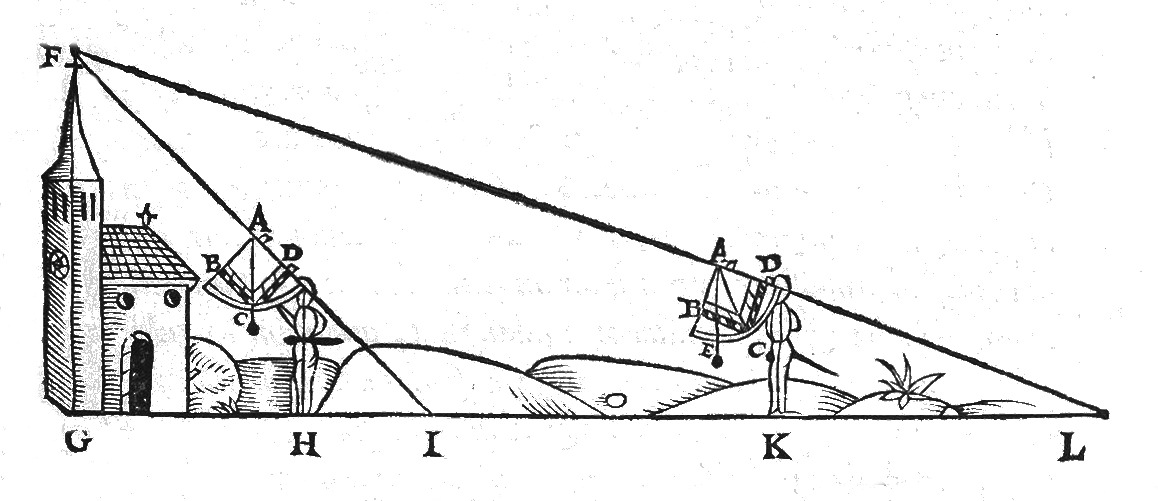
Mesures d'une hauteur à différentes distances.

Si on mesure par exemple la hauteur d'un clocher en se plaçant à 45° de son pied (opérateur en H), le carré géométrique donne 12 points, soit 12/12. La hauteur du clocher par rapport au sol (FG) vaut 12 si la base vaut 12 à l'horizontale (GI), ou par exemple 90 pieds si la base est de 90 pieds (FG = GI sur la figure).
Sur le même principe, en se plaçant en un point ou l'on mesure 4 points sur le carré, la hauteur sera dans la proportion 4/12 (ou 1/3) par rapport à la base - ici la hauteur est plus petite que la base -, soit toujours la même hauteur de 90 pieds pour une base de 270 pieds.
On s'aperçoit, à partir de ces deux mesures, qu'il n'est plus nécessaire d'avoir le secteur gradué pour déterminer des hauteurs, ce qui ramène à l'instrument dit « carré géométrique ».

## Utilisations
Diverses possibilités d'utilisation sont illustrées dans les ouvrages de l'époque.

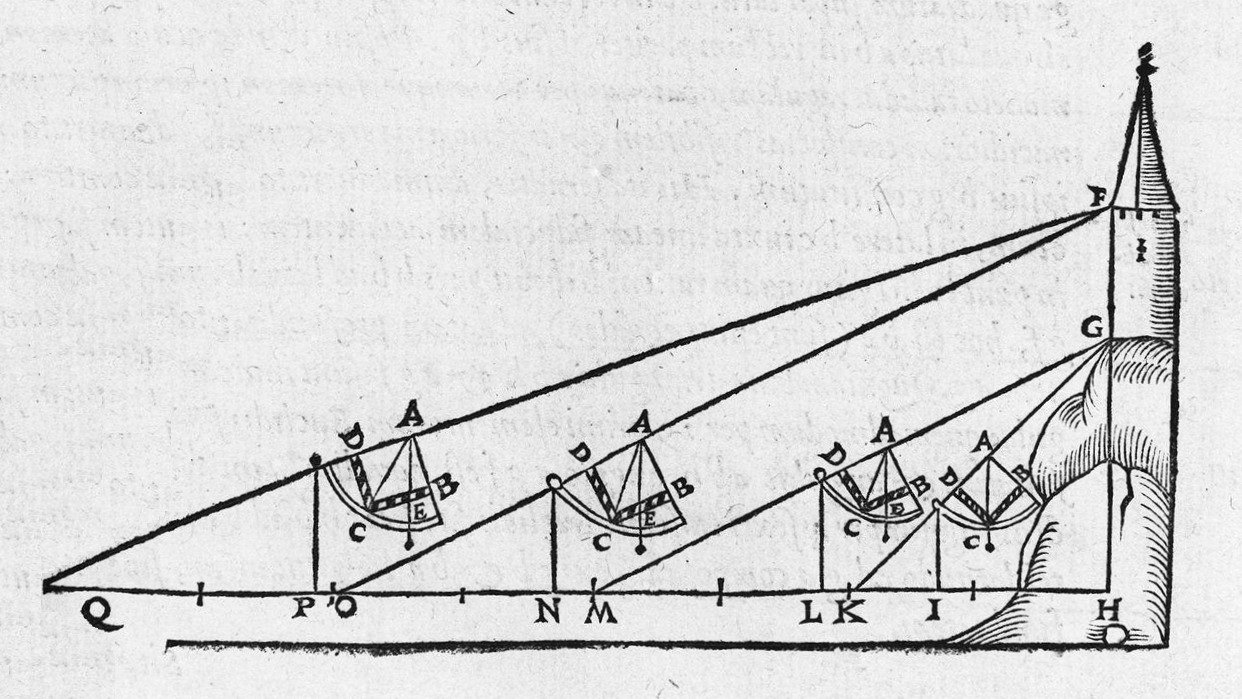
Mesures multiples de hauteurs sur une tour.
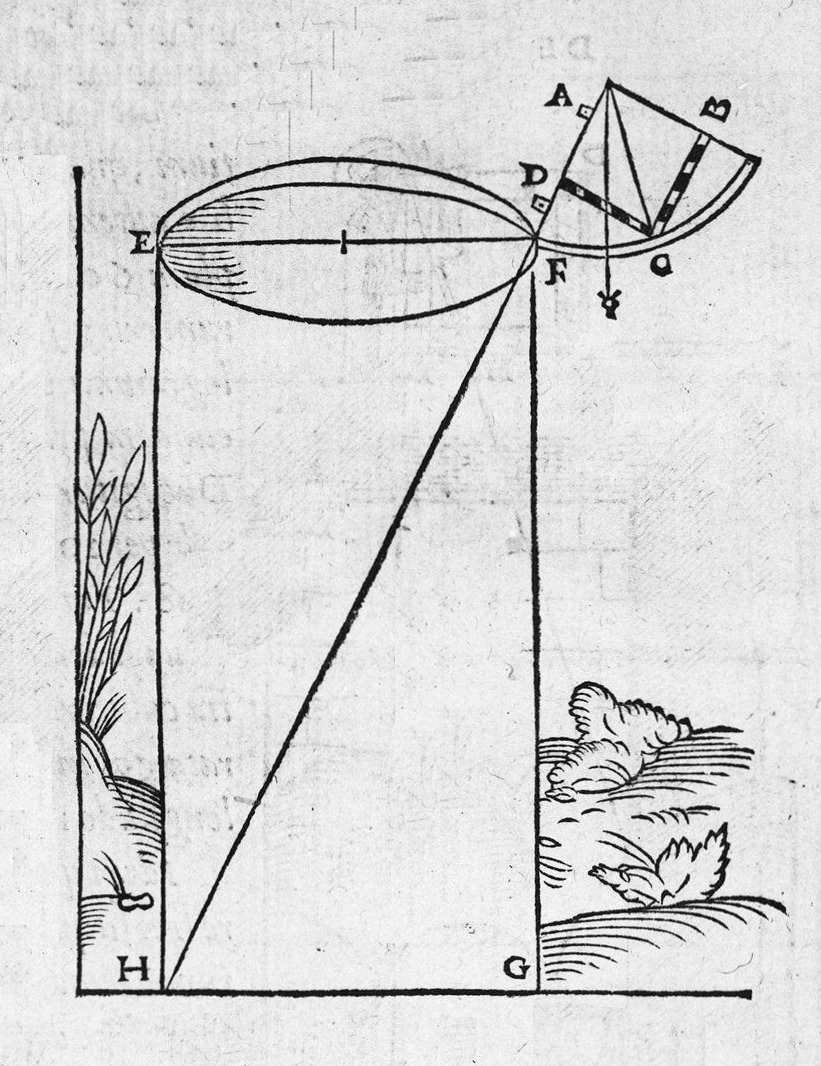
Mesure de la profondeur d'un puits.

## Évolution
D'époque plus récente, l'instrument, sur pied à rotule, peut comporter un carré dont la graduation est en 60 parties. On trouve même une division en 100 parties correspondant aux valeurs des tangentes multipliées par 100 . Au début du XVIIIe siècle, Nicolas Bion le présente avec une division par transversales pour en augmenter sa résolution.

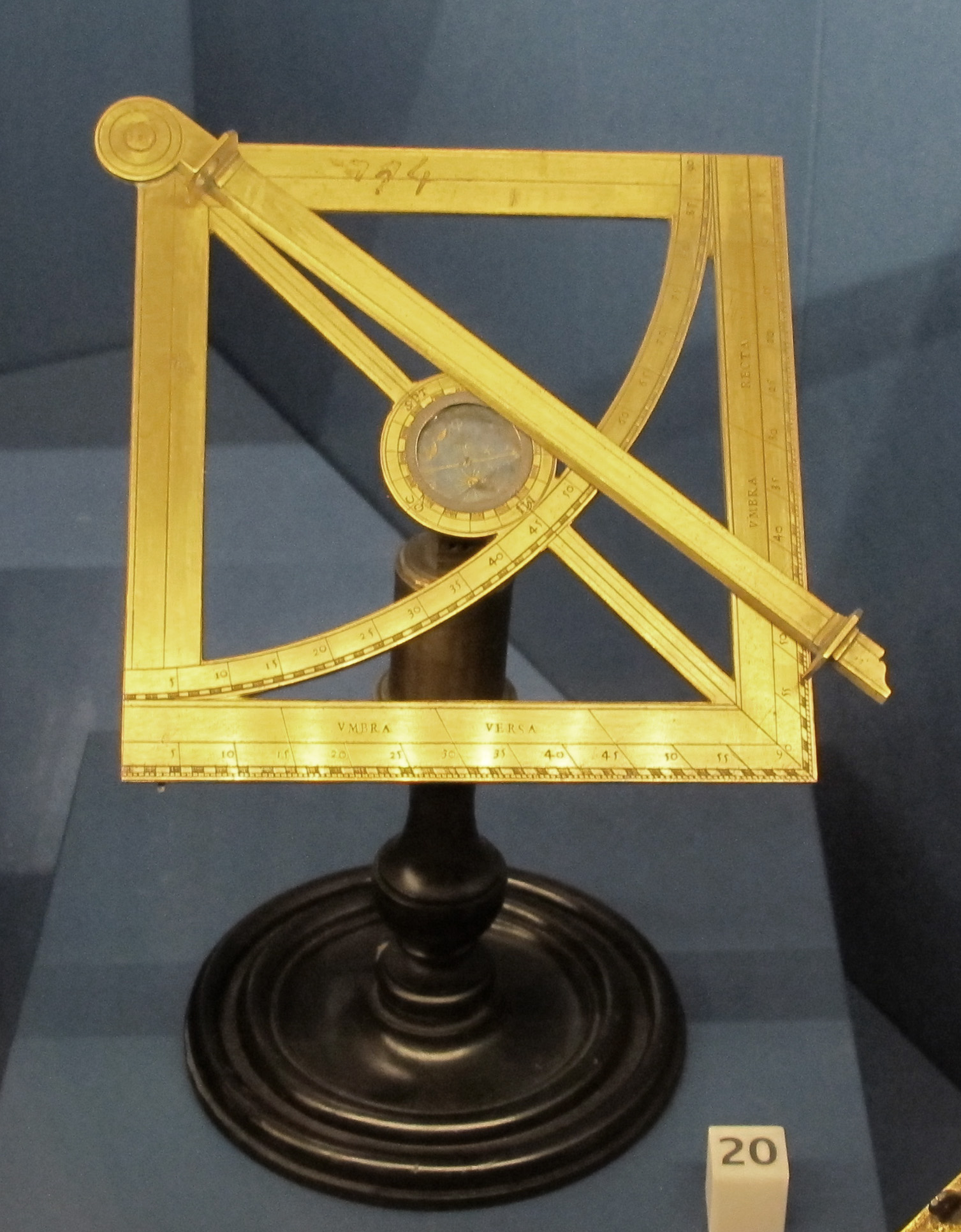
Quadrant géométrique ; le côté du carré est divisé en 60 points.
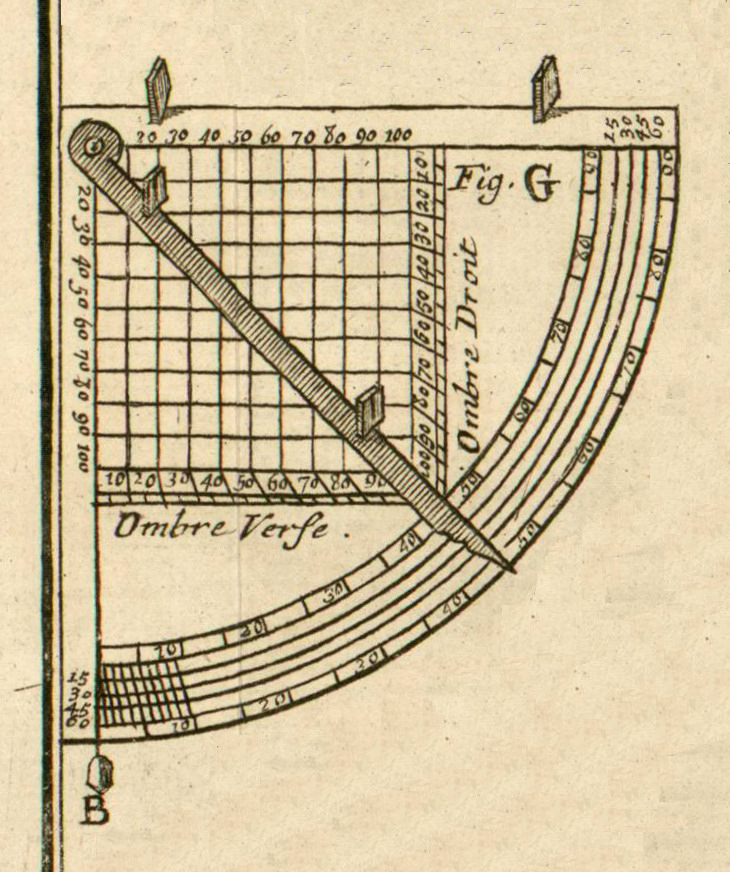
Quadrant géométrique d'après Bion (1723).